# Jejkowice (przystanek kolejowy)
Jejkowice – posterunek odgałęźny, dawniej przystanek kolejowy, położony we wsi Jejkowice.

## Historia
Przystanek kolejowy od 1912 roku do 1922 roku nosił nazwę Jeykowitz, następnie do 1939 roku – Jejkowice, do 1945 roku ponownie Jeykowitz, a po 1945 roku – Jejkowice. Przystanek był czynny do 1970 roku.